# Akhmeta
Akhmeta è una cittadina situata nella regione georgiana di Kakheti ed è capoluogo dell'omonima municipalità. Akhmeta sorge sulla riva destra del fiume Alazani ed è stata elevata al rango di città nel 1966.

## Monumenti e luoghi d'interesse

### Architetture religiose
- Monastero di Alaverdi